# Korken

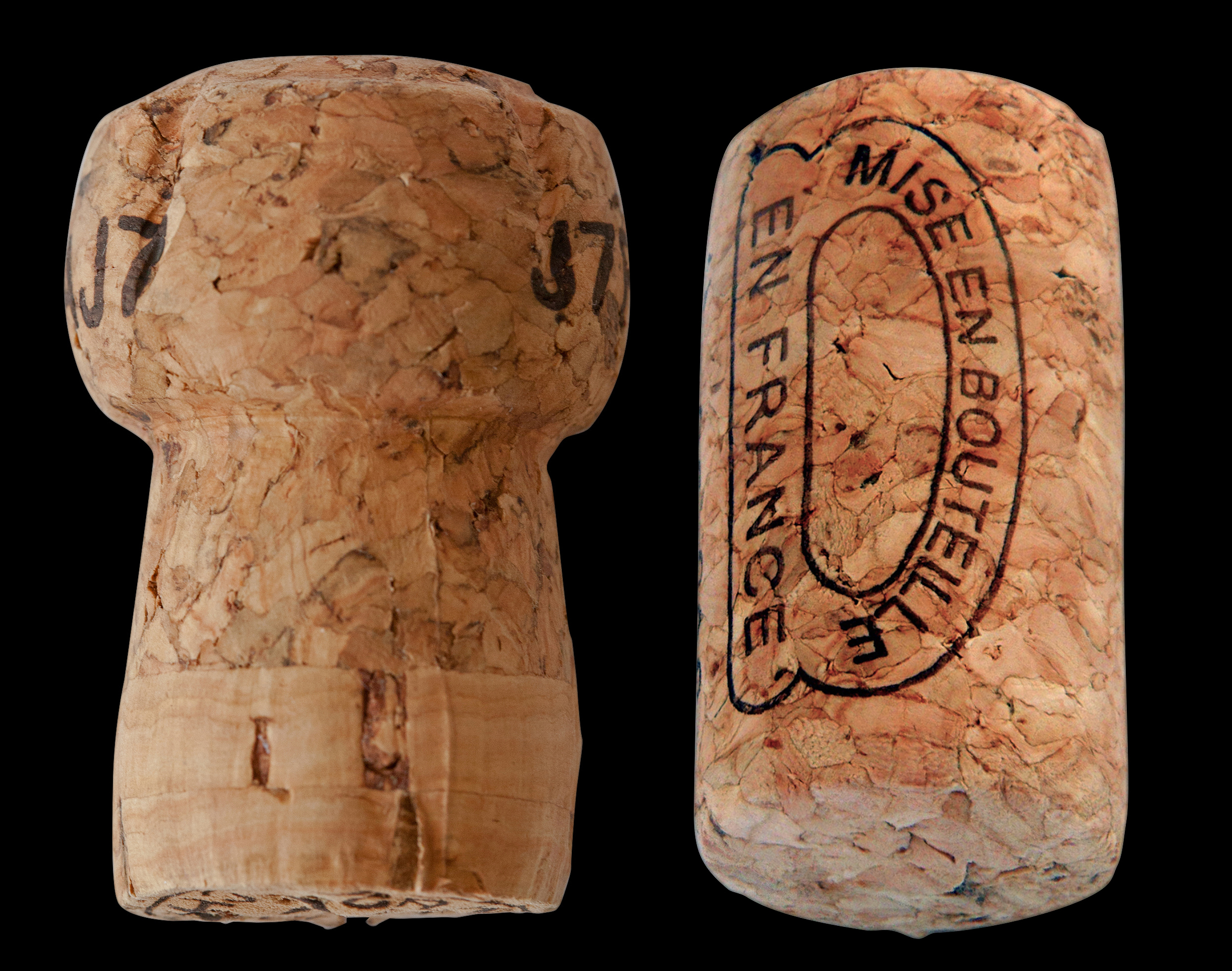
Zwei verschiedene Korken aus Korkgranulat (links: Schaumweinkorken, rechts: Weinkorken)

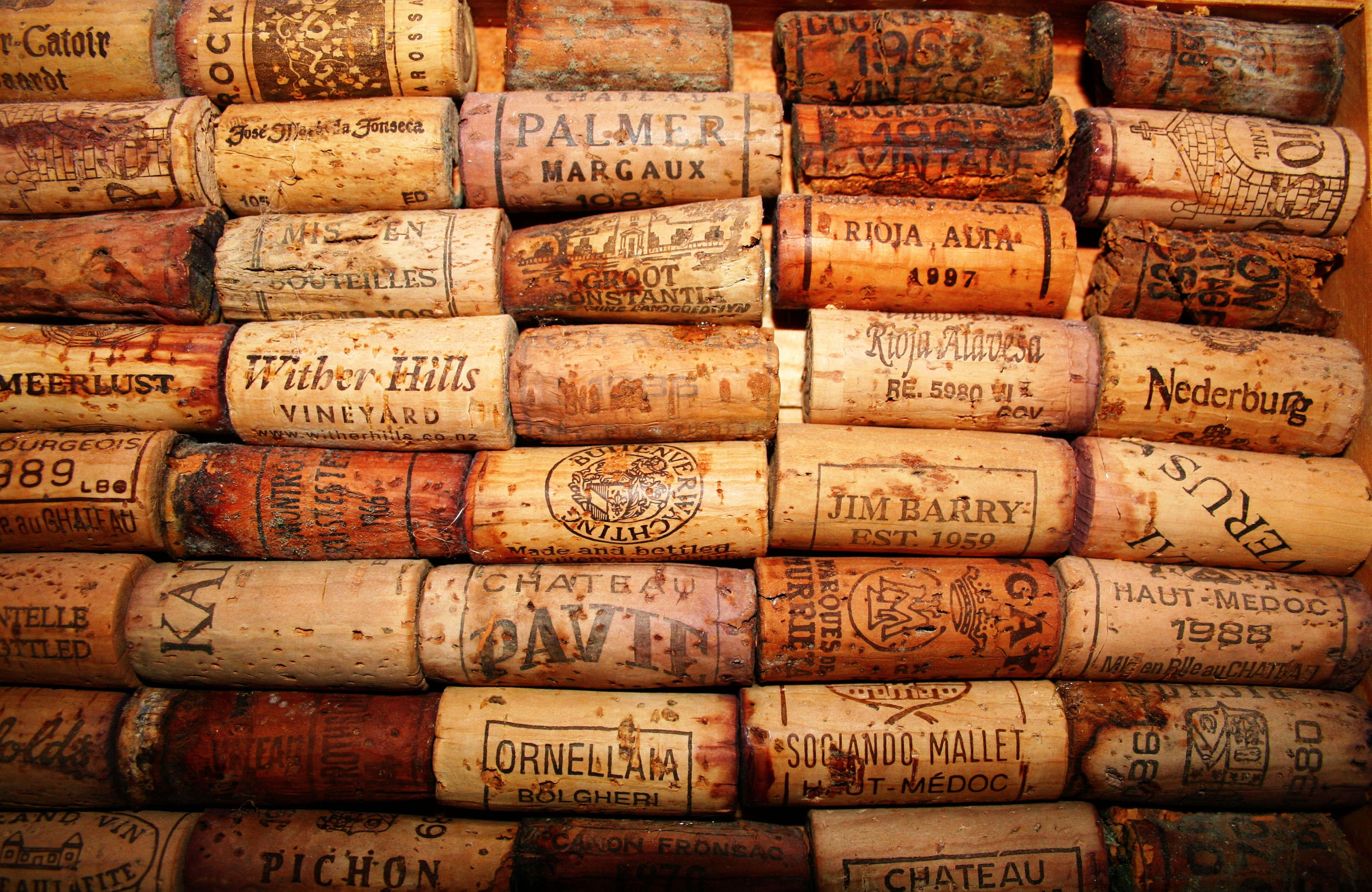
Naturkorken (oben rechts: alte (Portwein-)Korken)

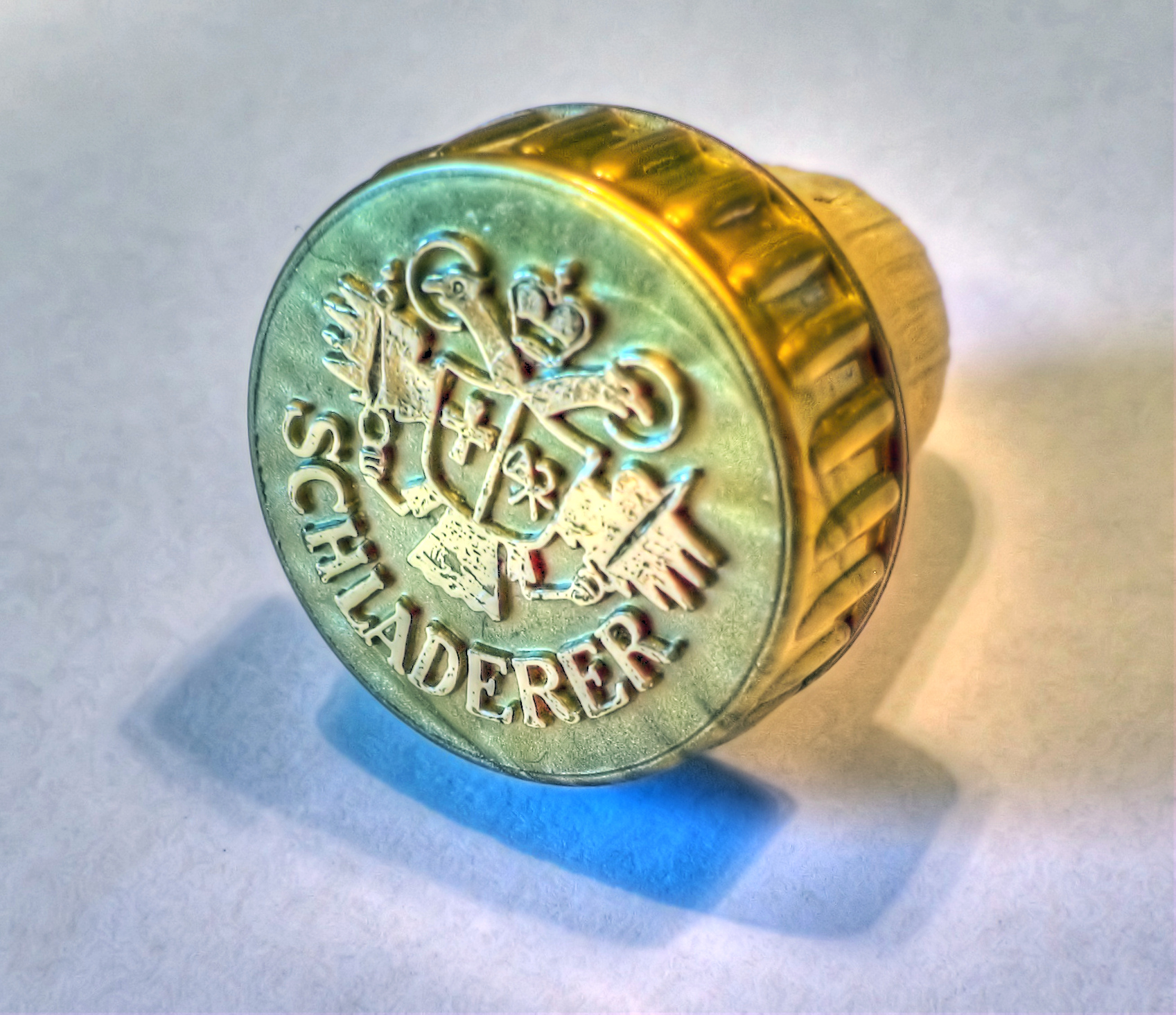
Korken mit Kunststoffkappe

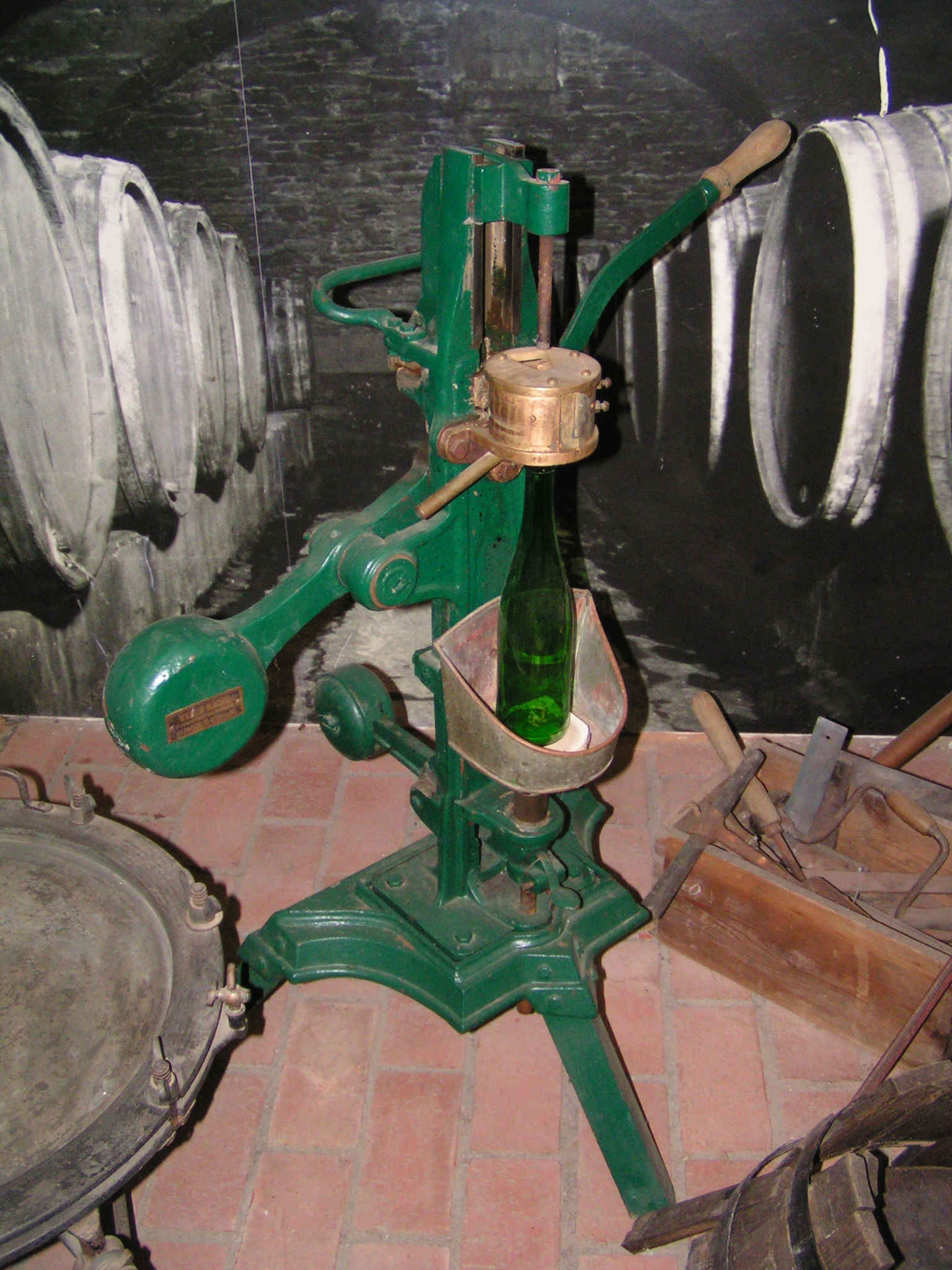
Alter manueller Verkorkungsapparat

Der Korken ist ein elastischer, weitgehend wasser- und gasdichter Flaschenverschluss aus Kork, primär für Wein-, Sekt- und Obstbrandflaschen. In Österreich wird der Korken auch Stoppel (von zustoppeln), in der Schweiz Zapfen genannt.

## Geschichte
Bereits im antiken Griechenland, Assyrien und alten Ägypten wurden Korkpfropfen in die Öffnungen von Amphoren gedrückt, um Weingefäße zu verschließen. Bis ins späte 17. Jahrhundert wurden jedoch mehrheitlich in Öl getauchte und mit Hanf umwickelte Holzstopfen sowie Tonstopfen genutzt.
Der Benediktiner Pierre Pérignon stellte um 1680 fest, dass diese Stopfen nach längerem Transport aus den Schaumwein-Flaschen sprangen. Er ersetzte sie durch Korkstopfen. Andere Champagnerhäuser übernahmen das Verschlusssystem bereits in der ersten Hälfte des 18. Jahrhunderts. Wirkliche Bedeutung gewann Kork als Flaschenverschluss erst gegen Ende des 18. Jahrhunderts: Die Handels- und Wirtschaftsbeziehungen weiteten sich aus, daher war es sinnvoll, Flaschen fest zu verschließen.
Um 1855 wurden Korken im deutschen Gebiet lediglich in Delmenhorst produziert. Im Eisenacher Oberland, wo um diese Zeit ebenfalls mit der Produktion begonnen worden war, gab es 1874 126 Haupt- und 197 Nebenerwerbsbetriebe. Noch 1919 befanden sich 14 % der Industriebetriebe des Reiches zur Korkproduktion im Verwaltungsbezirk Dermbach, was dem zweiten Platz entsprach. Seit den 1800er-Jahren erschwerte sich die Situation der Produzenten in der Rhön durch die Einführung der Korkhobelmaschine, die Herabsetzung der Einfuhrzölle auf Korkwaren aus Spanien und Portugal sowie durch die Einführung der Patentverschlüsse. Dennoch wurden in Dermbach und Geisa Korken im großen Stil produziert.
Der große Aufschwung in der Korkproduktion setzte ab 1890 ein. Innerhalb der darauffolgenden 40 Jahre verfünffachte sich die Anzahl der in der Korkproduktion Tätigen.

## Herstellung und Verwendung

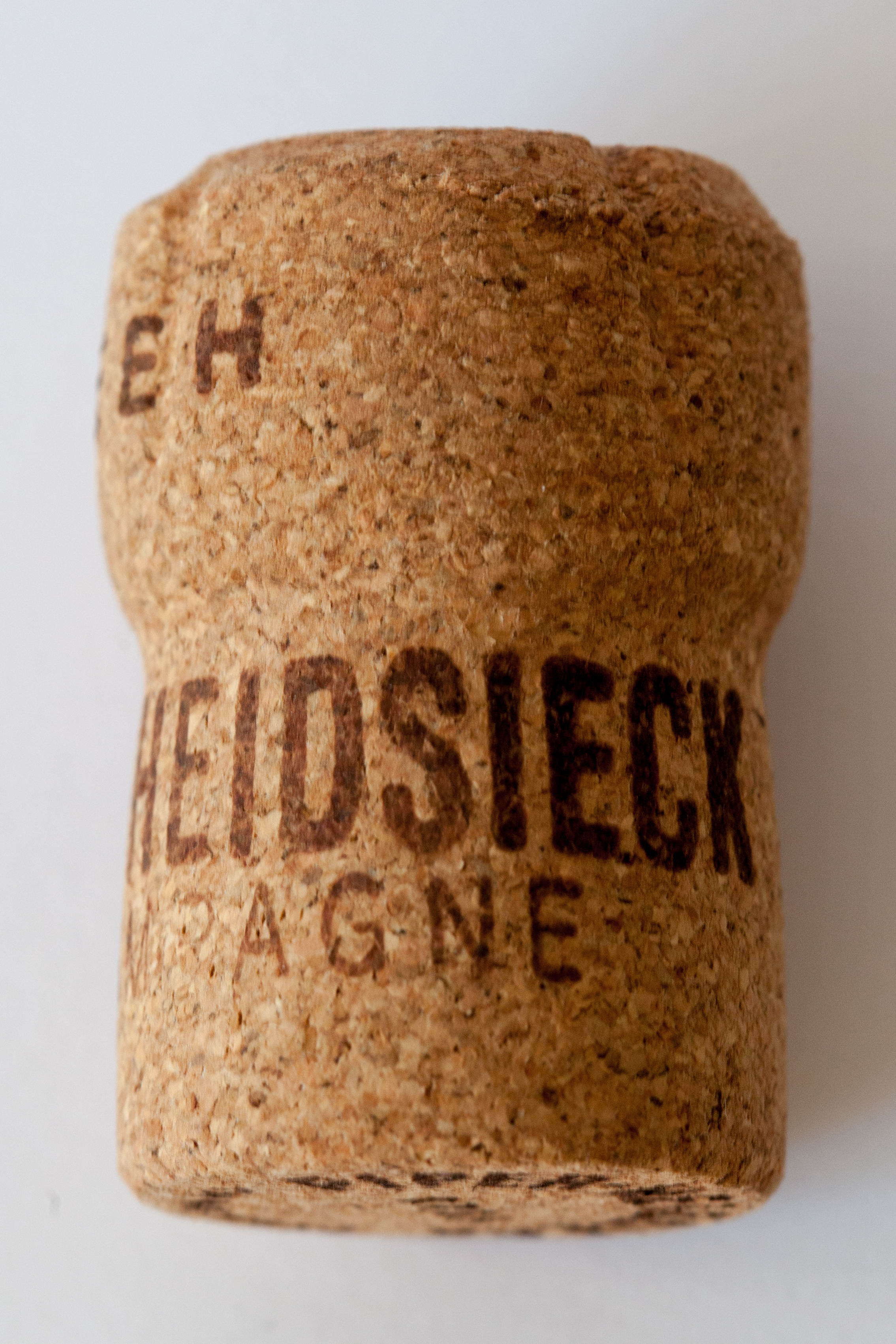
Presskorken: Champagner-Korken aus Korkgranulat

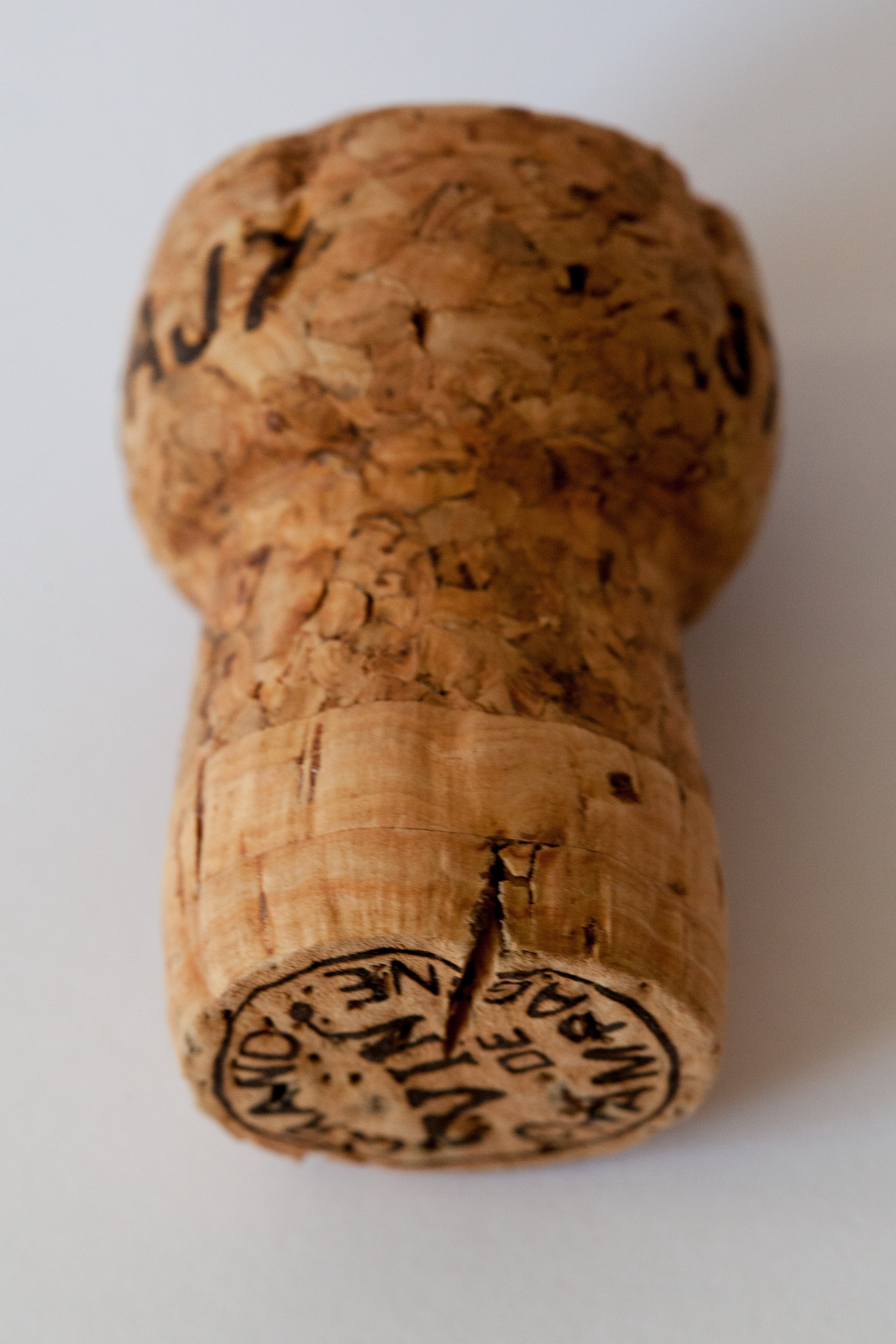
Verbundkorken: Presskorken mit einer gewachsenen Korkscheibe

Hergestellt werden Korken aus der robusten, weitgehend brandresistenten Rinde der im mediterranen Raum verbreiteten Korkeiche (Quercus suber). Ernten lässt sich die Rinde frühestens ab der dritten Schälung, das heißt circa im 40. Lebensjahr des Baums. Darauffolgend können Schälungen alle neun bis zehn Jahre erfolgen. Im Durchschnitt werden dann circa 150 kg Kork pro Hektar Baumbestand geerntet. Portugal ist der weltweit größte Produzent von Korken.
Verwendet man einen mit Hohlmessern aus der Rinde geschnittenen Stopfen, so spricht man von „Naturkorken“. Diese Korken gelten als die hochwertigste und langlebigste Variante. Aus Gründen der Kostenersparnis werden Korken aber auch aus Korkgranulat hergestellt. Hierbei werden kleine Korkstückchen unter hohem Druck mit Leim oder Harz zu einem Korken zusammengepresst. Einen auf diese Weise hergestellten Korken nennt man „Presskorken“. Presskorken werden vor allem für günstige Weine verwendet und gelten als weniger lagerfähig. Das Risiko des Zerbröselns ist bei festsitzenden Korken größer als bei Naturkorken. Am Ende werden Presskorken manchmal mit einer gewachsenen Korkscheibe versehen, um den direkten Kontakt zum Verbundmittel zu verhindern und Geschmacksneutralität zu gewähren. So gestaltete Presskorken heißen „Verbundkorken“. Klebt man Scheiben auf die Ober- und Unterseite, so spricht man von „1+1-Korken“ oder „2-Scheiben-Korken“.
Das Einsetzen eines Korkens (Verkorken) erfolgt meist maschinell in der Weise, dass der Korken zunächst durch eine konische Presse so weit zusammengedrückt wird, dass sein Durchmesser etwas geringer ist als der Innendurchmesser des Flaschenhalses. Anschließend wird er mit hoher Geschwindigkeit in den Flaschenhals gestoßen. Durch den wegfallenden Pressdruck dehnt der Korken sich aus und presst sich an die Innenwand des Flaschenhalses (bei Sektkorken erfolgt die zusätzliche Befestigung durch die Agraffe).
Ein Durchschnitts-Weinkorken hat eine Länge von ca. 38 mm bis 60 mm. Entscheidend für die Qualität des Korkens sind das Ausgangsmaterial und die Länge des Korkens. Gute Korken sind glatt, fest und lang, außerdem haben sie möglichst wenig Poren. Da es sich bei Korken um ein Naturprodukt handelt, ist durchaus möglich, dass Korkenlängen innerhalb eines Jahrgangs variieren.

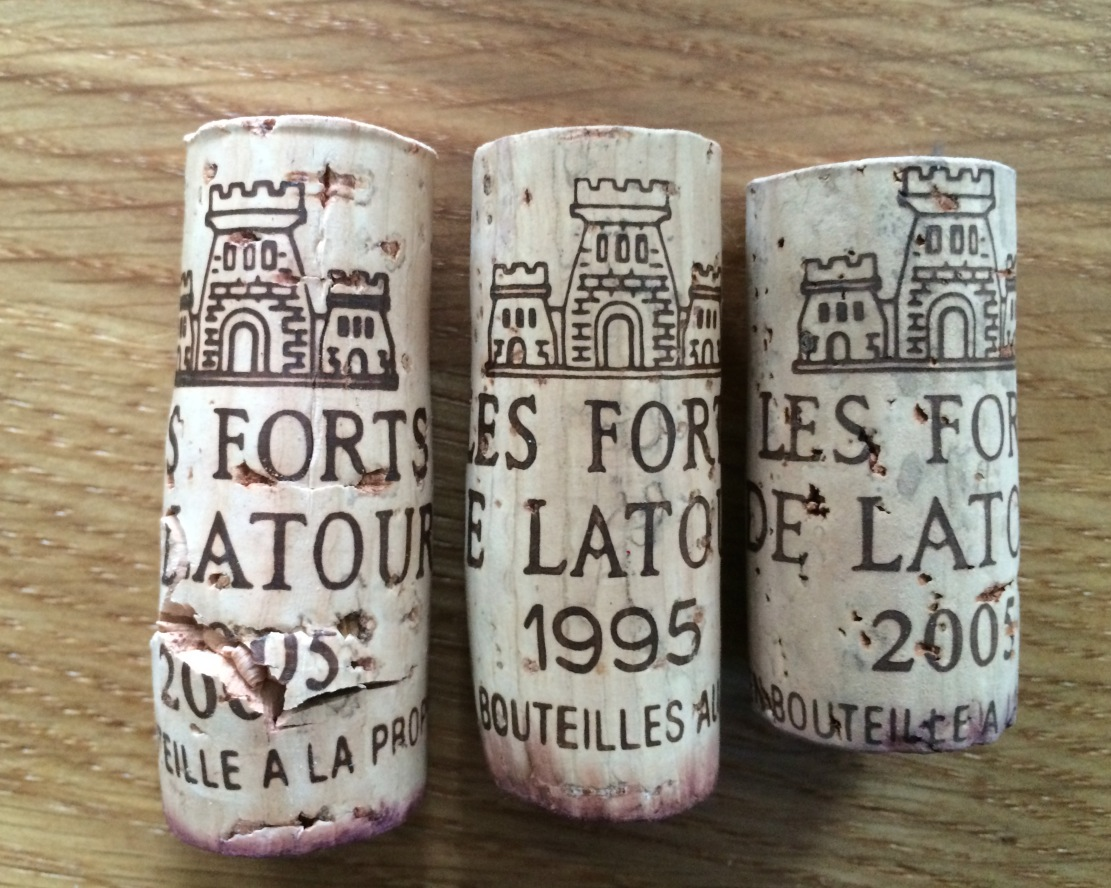
Unterschiedliche Korkenlängen des gleichen Weines.

Der Durchmesser eines Standardkorkens vor der Verwendung beträgt 24 mm. Er wird im Flaschenhals auf 19 mm zusammengepresst. Der Durchmesser eines neuen Sektkorkens beträgt in der Regel 30,5 mm und seine Länge 48 mm. Durchmesser und Größe variieren jedoch nach Flaschengröße.
Zur Erhöhung der Dichtigkeit wird der Korken meist mit einer dünnen Silikon-Kautschuk-Schicht überzogen (früher: Paraffin).
Der Korken wird üblicherweise vom Verbraucher mittels Korkenzieher entfernt. Der Korken kann hierbei brechen, vor allem wenn er alt ist. Korken, die wiederverwendet werden sollen, werden gern mit einer Kunststoffscheibe zum Anfassen versehen. Diese Korken nennt man „Griffkorken“. Sie sind deutlich kürzer als Korken, die mit Korkenziehern entfernt werden sollen.
Es ist üblich, Korken zu beschriften. Diese Beschriftung nennt man Korkbrand. Der Korkbrand dient unter anderem dazu, Fälschungen zu erschweren.

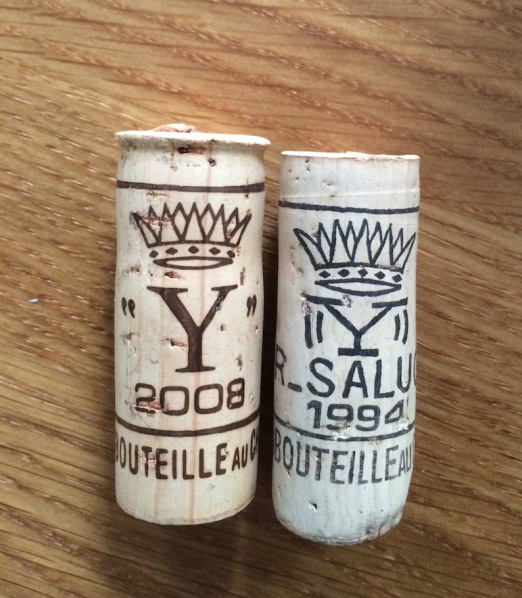
Zwei jahrgangsbedingt abweichende Korkbrände des gleichen Herstellers.

## Eigenschaften
Nachdem Naturkork jahrzehntelang die bevorzugte Verschlussart für Weine war, ändert sich unter Erzeugern, Verbrauchern und Fachleuten allmählich die Auffassung darüber, welche die zu bevorziehende Art des Flaschenverschlusses wäre. Der Naturkorken scheint hierbei nach neusten Erkenntnissen auf lange Sicht zu unterliegen.
Schuld daran sind neben den hohen Kosten für Naturkork vor allem die Nachteile dieser Verschlussart:
Korken aus Naturkork können beim Wein gelegentlich „Korkgeschmack“ erzeugen. Hierfür ist die Substanz 2,4,6-Trichloranisol (TCA) verantwortlich. Man geht von ca. 2–10 % durch TCA verdorbene Weine aus, Tendenz durch verbesserte Abfüllbedingungen leicht fallend. Robert Parker, Jr. spricht von 7–10 % der von ihm verkosteten Weine. Einen Wein mit Korkgeschmack umschreibt man mit „Korkschmecker“ oder man sagt einfach „er korkt“. In Österreich wird gern die Redewendung „er hat einen Stoppel“ verwendet, in der Schweiz sagt man „der Wein hat Zapfen“. Durch TCA verdorbener Wein riecht muffig und hat einen unangenehmen penetranten Beigeschmack, der von einer leichten Note, die von manchen Menschen nicht einmal wahrgenommen wird, bis zur völligen Ungenießbarkeit reichen kann. Laut einer umfassenden Studie des Fachbereichs für Kellerwirtschaft an der Forschungsanstalt Geisenheim in Hessen kann der Fehlton im Kork durch verunreinigte Naturkorken aufgrund fehlerhafter Lagerung auftreten. Demnach sollen Holzgebälk und Holzpaletten früher intensiv mit einem Holzschutzmittel behandelt worden sein, das die giftige Chemikalie Pentachlorphenol (PCP) enthält. In einem feuchten Milieu wandeln Schimmelpilze im Holz die Chemikalie in TCA um, welches in die Raumluft entweicht und diese soweit kontaminiert, als dass sich TCA in dort befindlichem organischen Material, wie etwa Kork, anlagert. Presskorken sind ebenso wie Naturkorken gefährdet. Der Korken ist allerdings nicht die einzige mögliche Quelle für den Korkschmecker.
Darüber hinaus verliert Kork mit den Jahren zudem auch an Elastizität und schrumpft. Das Risiko von Oxidation des Weines wächst. Das Füllniveau von mit Naturkork verschlossenen Flaschen sinkt deshalb je nach Lagerbedingungen nach einigen Jahren Lagerung.
Als Vorteile des Korkens zählen die Tatsache, dass es sich um eine nachwachsende Ressource handelt, und seine Geschmacksneutralität. Naturkorken werden vor allem wegen ihrer erprobten langen Haltbarkeit geschätzt.

## Recycling
Naturkorken werden seit den 1990er Jahren vermehrt als wiederverwendbarer Rohstoff zum Recycling gesammelt. Die gesammelten und von Metallteilen bereinigten Korken werden zu Granulat zermahlen und als loser Füllstoff oder als gepresste Platten als Baustoff zur Wärmedämmung verwendet. Die meisten Flaschenkorken werden in der Schweiz gesammelt und wiederverwendet.

## Alternative Materialien
Seit mehreren Jahrzehnten werden wegen der relativ hohen Kosten für Naturkorken und wegen der o. g. Nachteile, die nicht selten zur Ungenießbarkeit der Weine führen, weltweit alternative Weinverschlüsse ausprobiert.

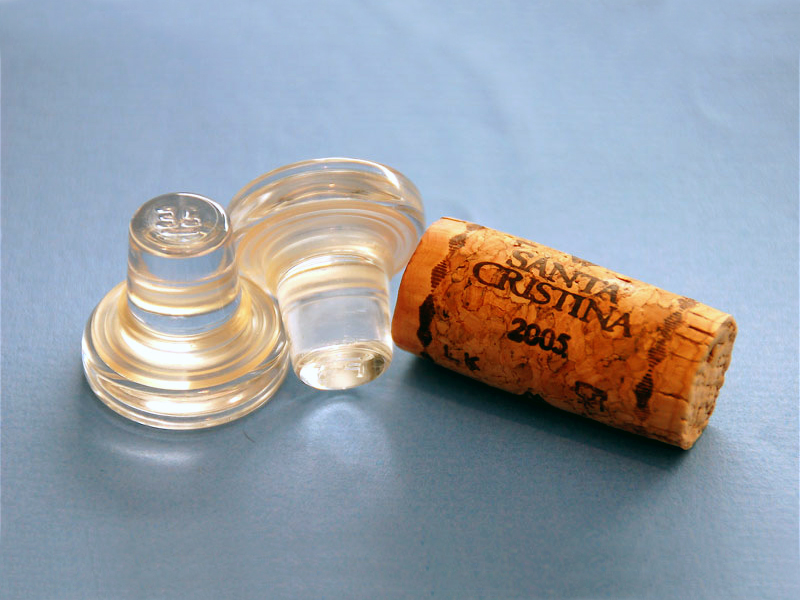
Glasstopfen im Vergleich zum Presskorken

### Glasverschlüsse
Seit Ende 2004 sind Vinolok-Glasverschlüsse in Serienproduktion. Sie haben eine Dichtung aus EVAC (Ethylen-Vinylacetat-Copolymer), das zum Beispiel unter dem Markennamen Elvax von DuPont angeboten wurde (seit 2019 von Dow). Der Verschluss ist etwa gleichteuer wie ein Naturkorken und ist ebenfalls für hochwertige Weine gedacht.

### Kronkorken
Kronkorken, die wesentlich billiger als Korken sind, werden ebenfalls verwendet, setzen sich aber nicht so stark durch wie der Schraubverschluss. Schaum oder Folien bestimmen die Abdichtung des Flüssigkeitsvolumens und den Gasaustausch mit der Atmosphäre. Der Metalldeckel schützt vor mechanischer Beschädigung.

### Kunststoffstopfen
Kunststoffstopfen werden u. a. als homogener Schaumkörper mit einer dichten Haut oder als zweilagiger Schaumkörper mit einer zusätzlichen porenlosen Hülle an der Zylinderwand hergestellt. Der Schaum wird in einem Arbeitsgang aus dem Rohstoff gemischt, aufgeschmolzen und extrudiert, sodass ein langer Schaumstrang mit einer Außenhaut entsteht, der abgekühlt und geschnitten wird. Bei Koextrusion wird vor dem Schneiden eine flexible Außenschicht aufgebracht, die bessere physikalische Eigenschaften hat als die Haut des Schaumkörpers. Die Sauerstoffaufnahmen von Kunststoffstopfen und Naturkorken liegen beide im Bereich 4–40 mg/l O2 pro Jahr: bei Kork aufgrund natürlicher Unterschiede, bei Kunststoffkorken abhängig vom Herstellungsverfahren.
Mittlerweile werden auch Verschlüsse aus Polyethylen oder Biopolymer aus Zuckerrohr hergestellt, die eine große optische Ähnlichkeit mit Naturkorken aufweisen. Sie erzielten sehr gute Ergebnisse bei Tests der Forschungsanstalt Geisenheim.

### Schraubverschluss

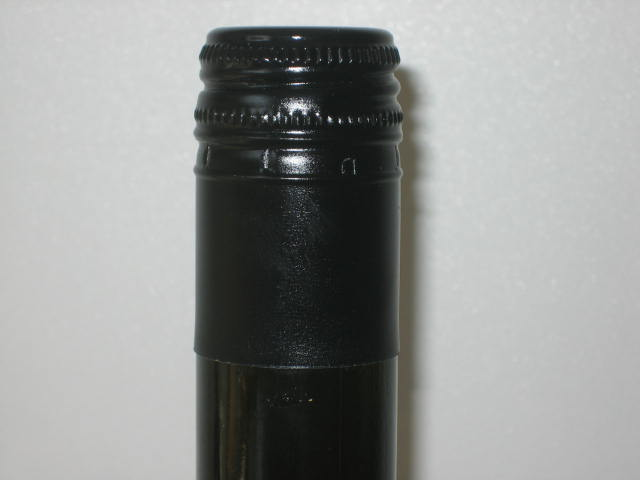
Schraubverschluss einer Weinflasche

Während die Traditionalisten sich lange gegen die Alternativen gewehrt und für den Naturkorken plädiert haben, lässt sich doch sagen, dass sich allmählich auch alternative Verschlüsse durchsetzen. In Neuseeland wurden 2011 bereits 90 % aller Weine mit Schraubverschlüssen versiegelt, in Australien waren es 2010 bereits über 60 % aller Weine. Auch in Deutschland fasst der Schraubverschluss Fuß, in Franken sind es z. B. bereits 81 % (Stand 2010), die mit diesem Verschluss versehen werden. Seit den frühen 1970er-Jahren wird ein Schraubverschluss erprobt, der auch für lagerfähige Weine geeignet ist. Dieser spezielle Schraubverschluss für Weinflaschen wird auch mit dem Deonym Stelvin bezeichnet. Tests von Weinen, die aus den gleichen Fässern stammen und mit beiden Verschlussarten versiegelt wurden, haben ergeben, dass insbesondere Weißweine von Schraubverschlüssen profitieren können. Man vermutet, dass die luftdichte Versiegelung zur besseren Frische bei diesen Weinen führt, die im Allgemeinen als Vorteil empfunden wird. Die seit Jahrzehnten laufenden australischen Versuche mit Rotwein zeigen ein annähernd identisches Alterungsverhalten wie bei hochwertigem Kork. Deshalb gehen immer mehr australische Hersteller seit Beginn des 21. Jahrhunderts dazu über, auch ihre Rotweine mit Schraubverschlüssen zu versehen. Nur bei Weinen, die erwartungsgemäß jahrzehntelange Lagerung vor sich haben, wartet man noch mit der Umstellung. Auch die Verbraucherakzeptanz wächst: In Australien bevorzugen bereits 55 % aller Verbraucher Schraubverschlüsse gegenüber Korken, in Großbritannien sind es 40 % und in den USA 21 %.